# Huta Nauli (Ranto Baek)
Huta Nauli is een bestuurslaag in het regentschap Mandailing Natal van de provincie Noord-Sumatra, Indonesië. Huta Nauli telt 344 inwoners (volkstelling 2010).